# Penglund
Penglund är en bebyggelse i Vännäs kommun, Västerbottens län. SCB avgränsade här mellan 1990 och 2020 en småort